# Komorniki (powiat polkowicki)
Komorniki (niem. Eichbach) – wieś w Polsce położona w województwie dolnośląskim, w powiecie polkowickim, w gminie Polkowice.

## Historia
W latach 1954–1961 wieś należała i była siedzibą władz gromady Komorniki, po jej zniesieniu w gromadzie Polkowice. W latach 1975–1998 miejscowość należała administracyjnie do województwa legnickiego. W 1992 wybudowano we wsi wodociąg, a w 1996 oczyszczalnię ścieków i system kanalizacji grawitacyjno-tłocznej. Ta ostatnia inwestycja otrzymała tytuł Budowy Roku 1996 w konkursie Polskiego Towarzystwa Inżynierów i Techników Budownictwa.

## Zabytki
Do wojewódzkiego rejestru zabytków wpisane są:
- kościół (ruina), z XVIII w., XIX/XX w.
- zespół dworski i folwarczny:
  - dwór, z XVIII, z końca XIX w.
  - budynek mieszkalno-gospodarczy, z 1888 r.
  - obora, z 1888 r.
  - stajnia, z 1888 r., XX w.
  - dom mieszkalny, z drugiej połowy XIX w., XX w.
  - gołębnik, z 1888 r.
  - gorzelnia, z 1888 r.
  - magazyn gorzelni, z 1888 r.
  - brama przy gorzelni, z czwartej ćwierci XIX w.
  - aleja lipowa i szpaler dębowy, z XIX w.